# Штаде, Бернгард
Бернгард Вильгельм Штаде (нем. Bernhard Wilhelm Stade; 1848—1906) — протестантский богослов, востоковед, педагог, редактор и библейский критик.

## Биография
Бернгард Штаде родился 11 мая 1848 года в Арнштадте. Получил образование в Лейпцигском и Берлинском университетах.
Состоял профессором по кафедре ветхозаветной науки. В 1878 году Штаде реорганизовал теологический факультет Гиссенского университета, который с тех пор приобрел большую известность не только в Германии, но и за ее пределами. 
Труды Штаде посвящены семитическому, главным образом, еврейскому языкознанию, истории Израиля и его религии. В последней области его труды считаются классическими. 
В 1870 году в своей работе по грамматике еврейского языка «Lehrbuch der hebräischen Grammatik» (вышел только первый том) Бернгард Штаде впервые провёл тот взгляд, что многие анормальные формы еврейских слов, встречающиеся в Библии, не имеют основания в законах языка, а являются описками или же относятся к причудам масоретов. 
В библейской критике Штаде примкнул к школе Юлиуса Велльгаузена, придавая большое значение исследованию текста Библии и Септуагинты. Его «Geschichte des Volkes Israel» состоит из двух частей (последняя часть 2-го тома составлена Д. Гольцманом, 1-й т. вышел вторым изданием, 1889 г.). Дополнением к этому труду можно считать его «Entstehung des Volkes Israels» вышедшее в 1897 году. 
Историю еврейской религии Штаде, который отличался большой трудоспособностью и научной добросовестностью, описал в «Biblische Theologie des Alten Testaments» (1905 г., первая часть); в этом сочинении он использовал данные этнографии и общей истории религий. 
С 1861 года он также являлся редактором журнала «Zeitschrift für die alttestam. Wissenschaft».
Бернгард Штаде умер 6 декабря 1906 года в Гиссене.